# Muzio Calini
Muzio Calini (falecido em abril de 1570) foi um prelado católico romano que serviu como Arcebispo (título pessoal) de Terni (1566–1570) e Arcebispo de Zadar (1555–1566).

## Biografia
Muzio Calini nasceu em Brescia, na Itália, em 1525. No dia 17 de julho de 1555, foi nomeado pelo Papa Paulo IV como Arcebispo de Zadar. A 12 de julho de 1566, foi nomeado pelo Papa Pio V como Arcebispo (Título Pessoal) de Terni. Calini serviu como Bispo de Terni até à sua morte em abril de 1570 em Terni, Itália.